# Liste der Kulturdenkmale in Sindelfingen
In der Liste der Kulturdenkmale in Sindelfingen sind unbewegliche Bau- und Kunstdenkmale aller Stadtteile von Sindelfingen aufgeführt. Sindelfingen besteht aus der Kernstadt Sindelfingen sowie den Stadtteilen Darmsheim und Maichingen. Grundlage für diese Liste ist die vom Regierungspräsidium Stuttgart herausgegebene Liste der Bau- und Kunstdenkmale.
Diese Liste ist nicht rechtsverbindlich. Eine rechtsverbindliche Auskunft ist lediglich auf Anfrage bei der Unteren Denkmalschutzbehörde der Stadt Sindelfingen erhältlich.

## Bau- und Kulturdenkmale der Stadt Sindelfingen

### Sindelfingen (Kernstadt)
Bau-, Kunst- und Kulturdenkmale in der Kernstadt Sindelfingen (mit dem Gehöft Schoßhöfe und den Wohnplätzen Bernet und Mönchsbrunnen): Sindelfingen ist ein Teil der Fachwerkstraße. Es gibt etwa 55 Kulturdenkmale in der Altstadt und ungefähr 20 im Stiftsbezirk.
| Bild           | Bezeichnung                   | Lage                         | Datierung | Beschreibung                                                      | ID |
| -------------- | ----------------------------- | ---------------------------- | --------- | ----------------------------------------------------------------- | -- |
| Weitere Bilder | Altes Rathaus                 | Lange Straße / Hintere Gasse |           | Altes Rathaus, heute Stadtmuseum.                                 |    |
| Weitere Bilder | Freundschaftsbrunnen          | Marktplatz (Karte)           |           | Freundschaftsbrunnen von Bonifatius Stirnberg auf dem Marktplatz  |    |
| Weitere Bilder | Glockenspiel                  | Rathausplatz (Karte)         |           | Glockenspiel                                                      |    |
| Weitere Bilder | Martinskirche                 | Stiftstraße (Karte)          | 1083      | Martinskirche                                                     |    |
| Weitere Bilder | Steinbruch Körner             | (Karte)                      |           | Steinbruch Körner, zugleich Geotop und flächenhaftes Naturdenkmal |    |
|                | Gebäude in der Schillerstraße | Schillerstraße 1-22          | 1921      | Komplette Bebauung entlang der Schillerstraße                     |    |
|                | Neues Rathaus Sindelfingen    |                              |           |                                                                   |    |

### Darmsheim
Bau-, Kunst- und Kulturdenkmale in Darmsheim:
| Bild           | Bezeichnung    | Lage                           | Datierung        | Beschreibung                                                                                         | ID |
| -------------- | -------------- | ------------------------------ | ---------------- | --- | -- |
| Weitere Bilder | Kriegerdenkmal | Alter Friedhof                 | 1914–18, 1939–45 | Kriegerdenkmal. Alter Friedhof, gewölbte Wand mit sechs Steintafeln, Weltkriege 1914–18 und 1939–45. |    |
| Weitere Bilder | Pelagiuskirche | Kirchgasse, Schulgasse (Karte) | 1680             | Pelagiuskirche                                                                                       |    |

### Maichingen
Bau-, Kunst- und Kulturdenkmale in Maichingen:
| Bild           | Bezeichnung      | Lage                                    | Datierung | Beschreibung                                                              | ID                       |
| -------------- | ---------------- | --------------------------------------- | --------- | ------------------------------------------------------------------------- | ------------------------ |
| Weitere Bilder | Altes Rathaus    | Maichingen, Sindelfinger Straße (Karte) | 1540      | Altes Rathaus Maichingen                                                  |                          |
| Weitere Bilder | Laurentiuskirche | Sindelfinger Straße (Karte)             | um 1000   | Laurentiuskirche, evangelisch, errichtet zum ersten Mal um das Jahr 1000. | Wikidata-Objekt anzeigen |